# Cannaceae
Cannaceae (ou canáceas) é uma família de plantas angiospermas monocotiledôneas da ordem Zingiberales que inclui 19 espécies distribuídas em um único gênero, Canna L.. Esta ordem, juntamente com Poales, Arecales, Commelinales, Zingiberales e Dasypogonaceae formam o clado das Comelinídeas.
As espécies desse gênero são conhecidas popularmente como cana, embora esse termo seja também muito utilizado para se referir a espécies distantes, como as gramíneas cana-de-açúcar e cana-do-reino.

## Descrição

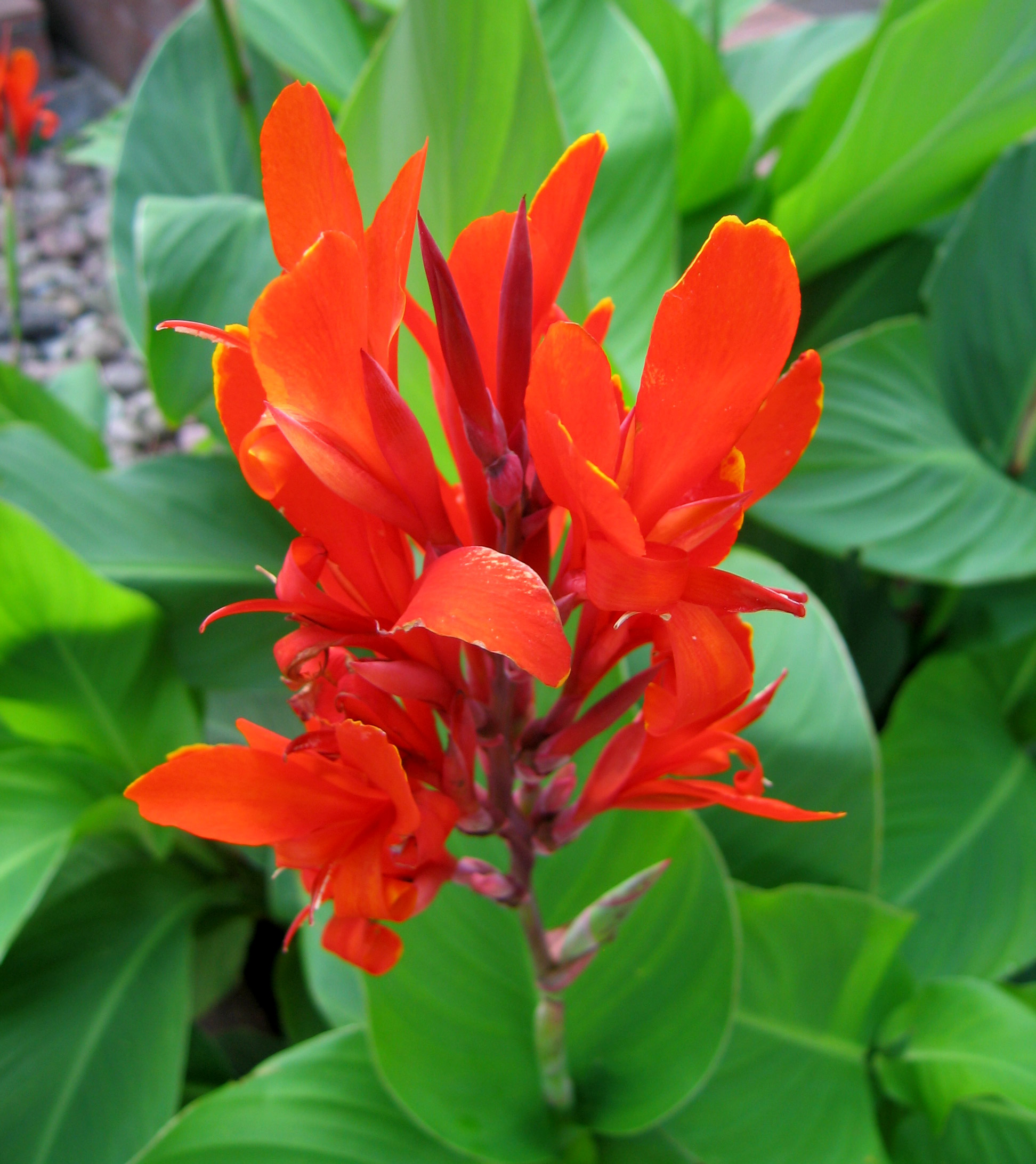
Flor de um espécime de Canna indica

Canas são especialmente conhecidas por suas folhas largas. Essas folhas são espiraladas: crescem formando uma espécie de rolo e, quando estão grandes, separam-se do rolo. Usualmente, as folhas são verde-escuro, mas podem ser também marrons, vinho ou mesmo variegadas.
As flores das canas são normalmente grandes e vistosas. Entretanto, suas pétalas e sépalas são minúsculas: o que aparenta ser pétalas são, na verdade, estaminódios bem desenvolvidos. Geralmente possuem cinco estaminódios, podendo possuir menos. No caso de haver cinco, geralmente três estaminódios são maiores e parecidos com pétalas, um é mediano e possui estigmas e o último é fino e possui uma antera fértil; consequentemente, uma vez que possuem estigmas e anteras, são flores hermafroditas. A parte dos estames, as flores são trímeras: possuem três pétalas e três sépalas reais. As cores das flores variam entre o amarelo e o vermelho, passando pelo laranja. Crescem em inflorescências. Por sua aparência vistosa e por suas cores vibrantes, essas flores são especialmente eficientes para atrair polinizadores, como abelhas, borboletas, beija-flores e morcegos. Algumas espécies, por possuírem o gineceu e o androceu suficientemente próximos, são capazes de se polinizarem sozinhas.
A altura das canas, em estado selvagem, varia de dois a três metros, em média. Espécies cultivadas foram selecionadas para possuírem altura menor.
As raízes das canas possuem rizomas. Seus rizomas possuem as maiores partículas de amido produzidas por plantas. As canas também brotam dos rizomas. Embora os rizomas sejam normalmente perenes, é comum que sejam cultivados como plantas anuais em regiões de clima mais temperado ou frio.
As canas se desenvolvem melhor em climas muito ensolarados, com quantidade moderada de água. O solo pode ser tanto rico quanto arenoso. São, porém, relativamente resistentes ao frio, embora seus rizomas possam apodrecer se expostos em temperaturas congelantes.
As plantas dessa família se diferenciam das outras famílias irmãs da ordem Zingiberales pela presença de estames monotecados associados com 1 a 4 estaminódios e folhas dísticas.

## Reprodução

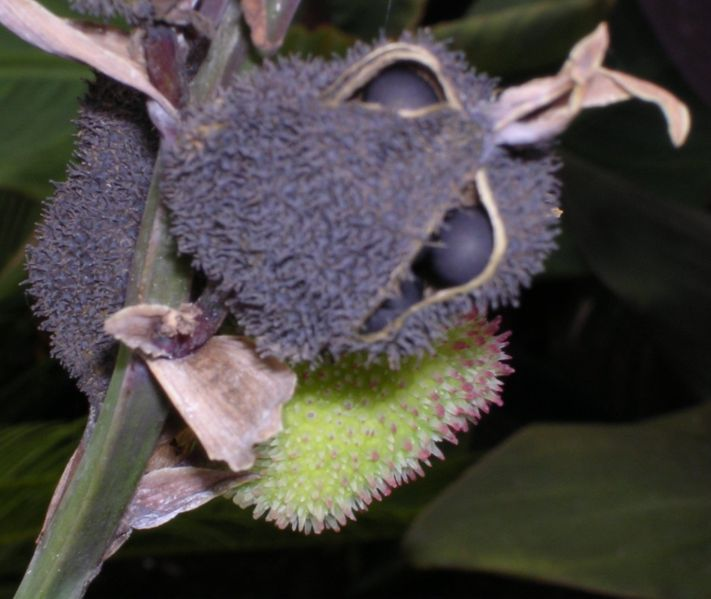
Sementes de cana

Canas podem se reproduzir tanto sexuadamente quanto assexuadamente.

### Reprodução sexual
Em algumas espécies pode ocorrer autofecundação. As flores fertilizadas produzem frutos que, quando maduros, possuem uma casca áspera e contêm pequenas sementes. Se a polinização foi feita com pólen de outro espécime, as sementes gerarão indivíduos com código genético resultante do cruzamento.
Algumas espécies, como as do grupo italiano e as triplóides, são inférteis; híbridos são sempre inférteis.
Canna é o único gênero da classe Liliopsida no qual ocorre dormência nas sementes - isto é, sementes viáveis que não germinam mesmo tendo condições favoráveis. Isso é possível devido à cobertura dura e impenetrável das mesmas.

### Reprodução assexual
Essas plantas também podem se reproduzir por brotamento, a partir dos seus rizomas. Os novos indivíduos serão idênticos ao pai, uma vez que não houve troca de genes. Os rizomas só brotam se possuírem pontos nodais - conhecidos popularmente como "olhinhos".
Em laboratório, também é possível reproduzir espécies de plantas por micro-propagação. Várias espécies do gênero Canna são produzidas em massa dessa maneira - especificamente, a "série Island". Entretanto, canas são consideradas, geralmente, difíceis de serem produzidas por micro-propagação.

## Relações Filogenéticas

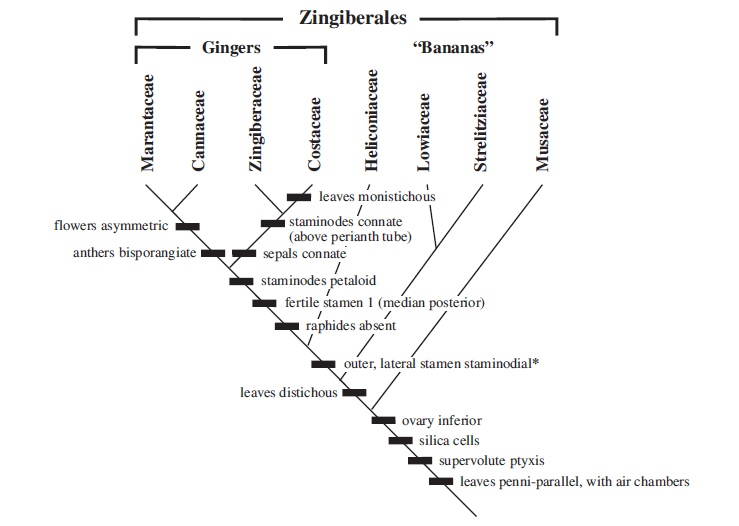
Cladograma de Zingiberales e as apomorfias do grupo (adaptado de Simpson, 2010).

O APG IV (2016) apresenta a família Cannaceae dentro da ordem Zingiberales, com mais outras oito famílias (Strelitziaceae, Lowiaceae, Heliconiaceae, Musaceae, Marantaceae, Costaceae, Zingiberaceae), com monofilia sustentada por caracteres morfológicos e DNA .  
Segundo Simpson (2010), as apomorfias do grupo são: ovário ínfero, células de sílica, vernação supervoluta (dobramento da folha jovem) e folhas com venação peni-paralela, com câmaras de ar. A família Cannaceae é mais próxima da família Marantaceae no cladograma apresentado no livro, demonstrando as relações filogenéticas do grupo.    

## Distribuição

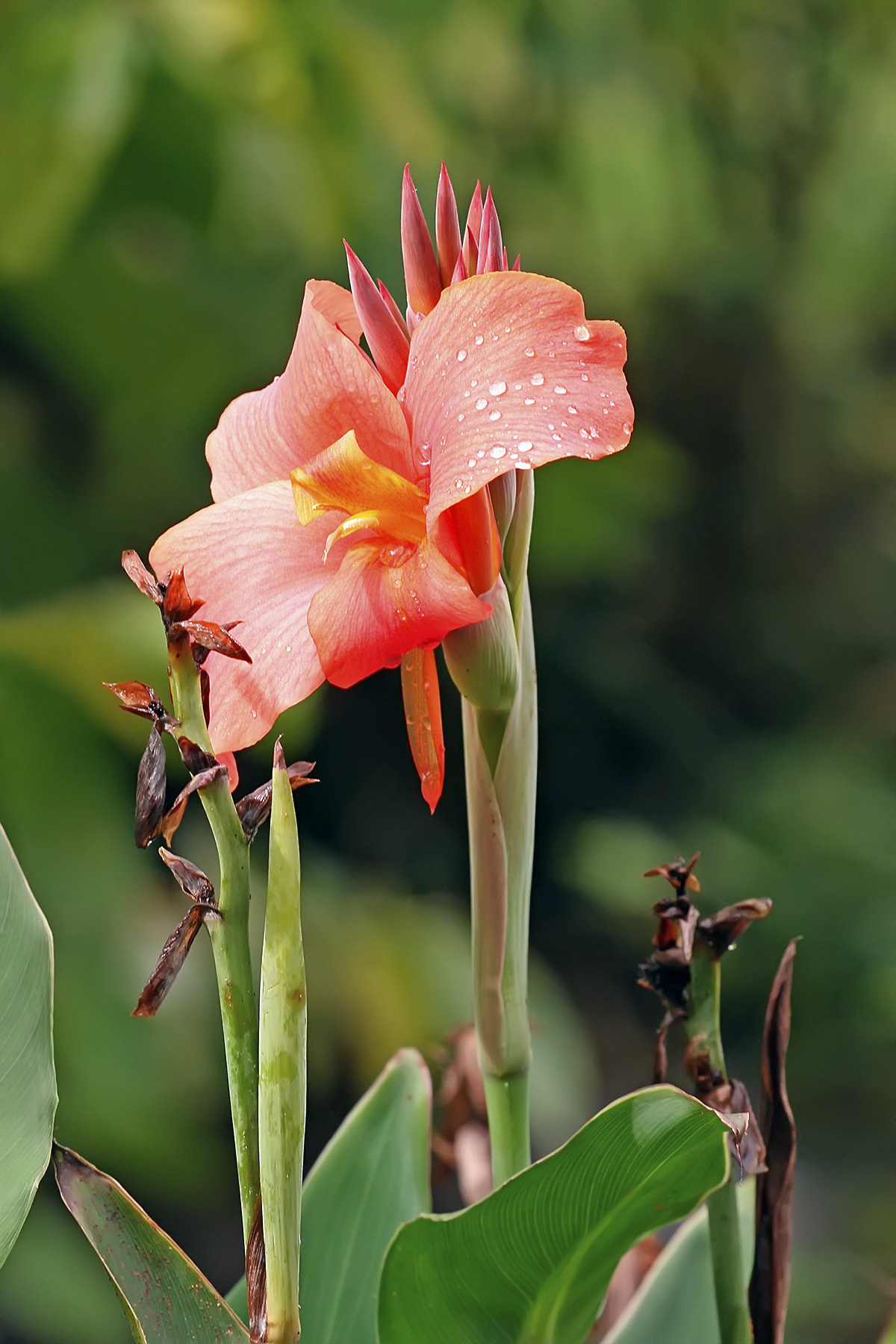
Espécime do cultivar Pretoria

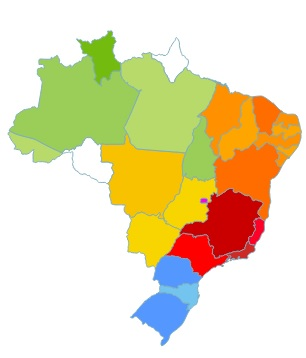
Distribuição no Brasil da família Cannaceae.

As espécies do gênero são nativas das regiões tropicais e subtropicais da América, que vão do sudeste dos Estados Unidos até o nordeste da Argentina. Entretanto, apesar de as canáceas serem oriundas do Novo Mundo, foram levadas para serem cultivadas em praticamente todas as regiões tropicais e subtropicais do mundo, gerando várias espécies especialmente climatizadas para as mais variadas regiões. Canas podem ser cultivadas até mesmo nas regiões árticas, desde que protegidas dos ventos mais fortes e da neve.

### No Brasil
Ocorre em todos os domínios do Brasil (Amazônia, Caatinga, Cerrado, Mata Atlântica, Pantanal). Quatro espécies são ocorrentes, e uma delas é endêmica .

### Cultivo no Velho Mundo
Essas plantas também são muito apreciadas na Europa. Segundo Charles de l'Écluse, a primeira espécie a ser introduzida no continente europeu foi a C. indica. Essa canácea foi importada das Américas através das Índias Orientais (Sudeste Asiático e ilhas entre a Ásia e a Austrália).
Mais tarde, em 1651, Pison menciona outra espécie, conhecida popularmente como "Albara" ou "Pacivira", que cresceria "em lugares escuros e úmidos, entre os trópicos". Essa espécie era a  C. angustifolia L., (posteriormente reclassificada como C. glauca L.).
Ao final, as canáceas tornaram-se plantas ornamentais muito populares na Europa nos tempos vitorianos, sendo largamente cultivadas em vários países do hemisfério norte, como França, Inglaterra, Alemanha, Itália, Hungria, Índia e Estados Unidos.

### Declínio e ressurgimento
Com o advento das Primeira e Segunda Guerras Mundiais, o cultivo das canáceas nos países do norte entrou em declínio. Com o crescimento econômico dos países durante a segunda metade do século XX, as canáceas voltaram a ser bastante populares.

## Classificação

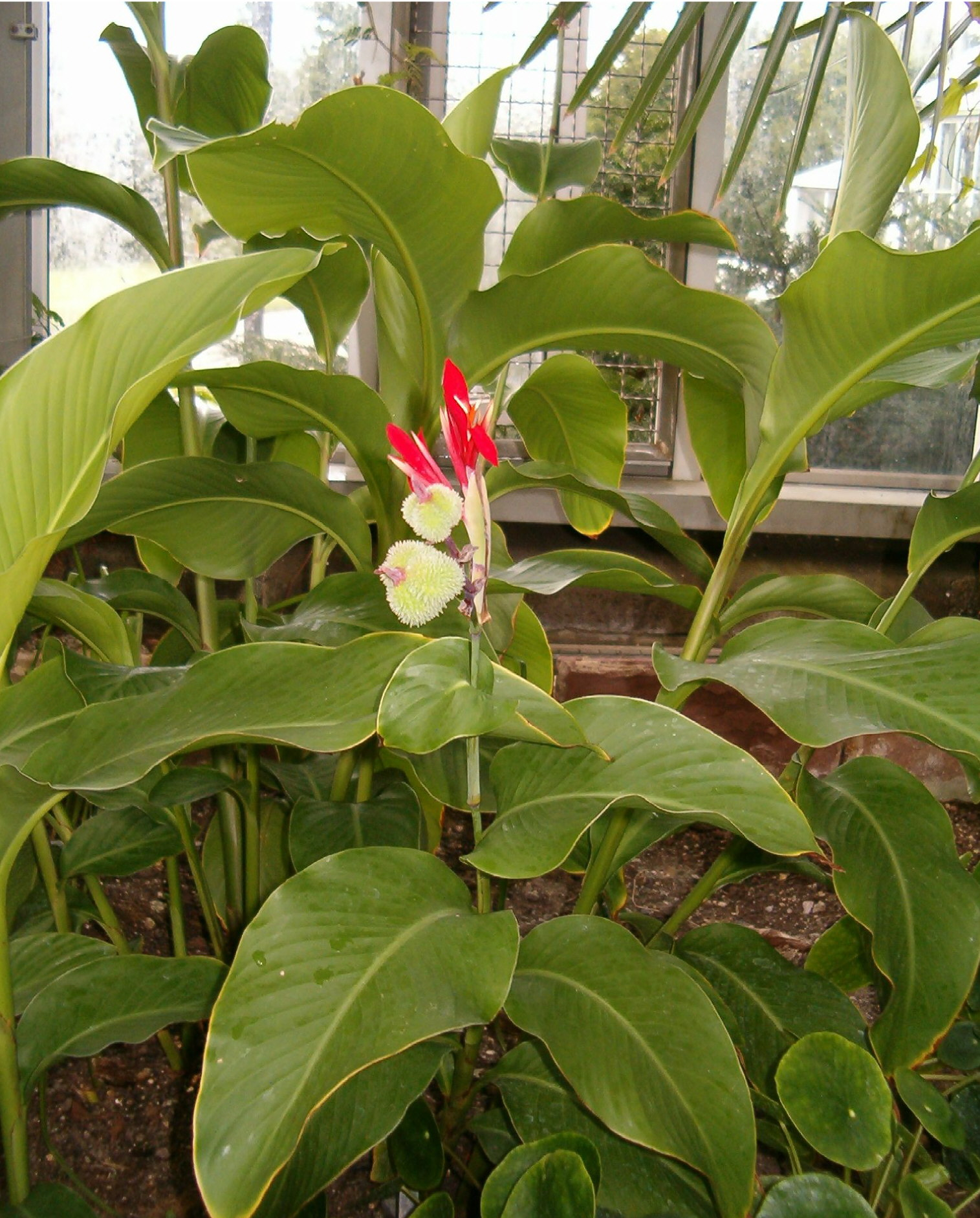
Flores e bulbos de espécime de Canna indica var. warszewiczii

Existem cerca de vinte espécies de canas, e um número bem maior de cultivares.

### Espécies
Até a década de 70, as diversas propostas taxonômicas do gênero Canna dividiam o gênero entre cinqüenta a cem espécies selvagens. Nas últimas décadas do século XX, porém, dois taxonomistas - o neerlandês Paul Maas e o japonês Nobuyuki Tanaka - propuseram novas taxonomias mais simples, com cerca de vinte espécies. A maior parte das espécies anteriormente aceitas foi declarada como sinônimos. As taxonomias de Maas e Tanaka são as mais aceitas atualmente e já foram confirmadas, em parte, por outros pesquisadores.

### Cultivares
Já existiram centenas de cultivares de canas: o botanista húngaro Árpäd Mühle publicou, em 1909, o livro Das Geschlecht der Canna, listando mais de quinhetos cultivares, muitos deles estão extintos.
Mais ou menos à mesma época, o botanista estadunidense Liberty Hyde Bailey dividiu os cultivares florescentes em duas espécies de jardim, C. x generalis e C. x orchiodes. A primeira pseudo-espécie englobaria os híbridos Crozy da época, enquanto a segunda englobaria as canas "semelhantes a orquídeas" que foram introduzidas, na Itália, por Carl Ludwig Sprenger e, nos Estados Unidos, por Luther Burbank, no ano de 1894. Com o tempo, as pseudo-espécies foram cruzadas entre si, tornando a separação entre as duas, que era baseada no genótipo, bastante vaga. Como o Código Internacional de Nomenclatura de Plantas Cultivadas desincentiva o uso de pseudo-espécies na classificação de plantas, e dada a imprecisão na divisão anterior, as canas são atualmente classificadas em grupos de cultivares. Existem cerca de dez grupos de cultivares de canáceas.

## Usos

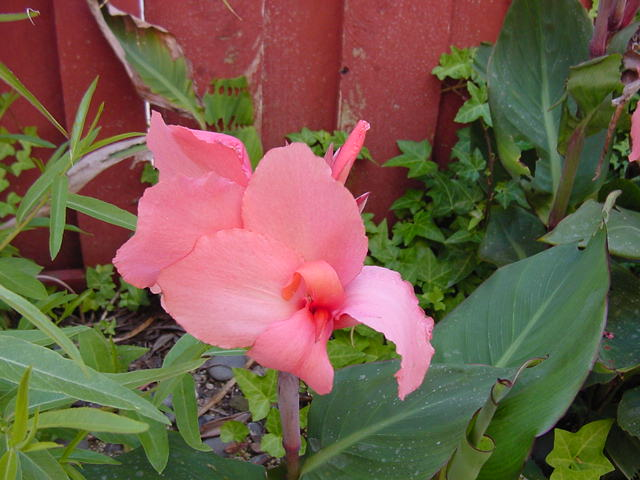
Flor de um espécime de Canna liliiflora

As plantas dessa família são utilizadas por seres humanos para vários fins.

### Plantas ornamentais
As canas são muito apreciadas como plantas ornamentais, sendo muito utilizadas para enfeitar jardins, mesmo em regiões temperadas e subtropicais. Podem também ser plantadas em vasos. Um grande número de cultivares foi desenvolvido para explorar diversas possibilidades de cores, formas e tamanho das flores. Uma grande indústria de jardinagem cresceu à volta da família.

### Alimentação
Os rizomas das canáceas são ricos em amido. De fato, essas plantas são uma das fontes de amido mais ricas disponíveis. Esse amido é geralmente utilizado para consumo humano. Também podem se consumir brotos de canas, e as sementes verdes são por vezes utilizadas em tortilhas. As folhas e caules já maduros podem ser usados como alimentação para gado.
Em algumas regiões da Índia, os rizomas são fermentados para produzir uma bebida destilada considerada forte.

### Produtos manufaturados
As sementes maduras são rígidas. São utilizadas como miçangas. Além disso, também são utilizadas na confecção dos instrumentos musicais, como o caxixi no Brasil, kayamb (da ilha de Reunião) e hosho (um tipo de chocalho usado no Zimbábue).
As plantas também produzem uma fibra que pode ser utilizada como substituto da juta. É possível fabricar papel a partir das folhas da cana: colhe-se as folhas antes da planta produzir flores, raspa-se as folhas para tirar a camada exterior e deixa-se as folhas de molho por duas horas em água. Após isso, as folhas são cozinhadas por vinte e quatro horas em uma solução alcalina abrasiva e batidas num liquidificador, Após seca, a massa produz um papel leve e marrom. As sementes produzem uma tintura roxa.

### Combate a pragas e poluição
A fumaça das folhas queimadas é considerada inseticida. Além disso, o uso de canas é eficaz no combante à poluição de zonas úmidas, pois essas plantas são bastante resistentes à poluição.

## Espécies

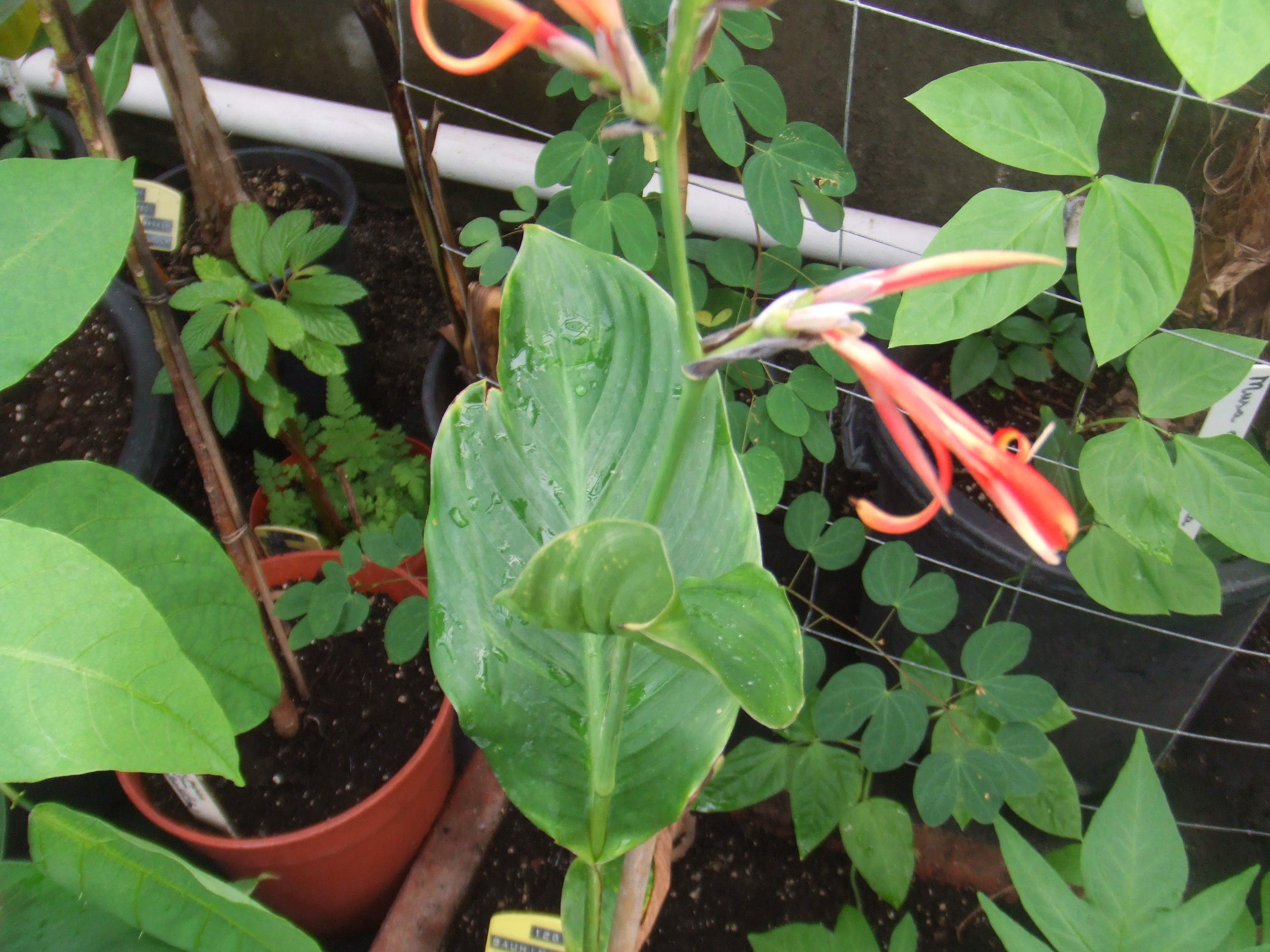
Canna brasiliensis

- Segundo The Plant List, 12 nomes de espécies são aceitos atualmente[23]: 
  - Canna bangii Kraenzl 
  - Canna flaccida Salisb. 
  - Canna glauca L. 
  - Canna indica L. (syn. C. lutea) 
  - Canna iridiflora Ruiz & Pav. 
  - Canna jaegeriana Urban. 
  - Canna liliiflora Warsc. ex Planch. 
  - Canna orchiodes L. H. Bailey. 
  - Canna paniculata Ruiz & Pav. 
  - Canna pedunculata Sims 
  - Canna tuerckheimii Kränzl.   
  - Híbrida - Canna generalis L.H.Bailey (sin. C. × orchiodes)

## Classificação do gênero Canna
| Sistema | Classificação                     | Referência               |
| ------- | --------------------------------- | ------------------------ |
| Linné   | Classe Monandria, ordem Monogynia | Species plantarum (1753) |